# Tolypeutes
A Tolypeutes az emlősök (Mammalia) osztályának a páncélos vendégízületesek (Cingulata) rendjébe, ezen belül az övesállatok (Dasypodidae) családjába tartozó nem.

## Rendszerezés
A nembe az alábbi 2 faj tartozik:
- matakó (Tolypeutes matacus)
- háromöves tatu (Tolypeutes tricinctus) – típusfaj